# 궁남지
궁남지(宮南池)는 충남 부여군 부여읍 동남리 117번지 일대에 위치한 백제 사비시대의 궁원지(宮苑池)이다. 별궁 인공 연못으로, 《삼국사기》의 기록을 근거로 궁남지라 부른다. 연못의 동쪽 일대에는 대리석을 팔각형으로 짜 올린 어정, 기와편, 초석(礎石)이 남아 있다. 1964년 대한민국 사적 제135호로 지정되었다.

## 조사
궁남지에 대한 조사는 1990년부터 현재까지 9차에 걸쳐 수행되었다. 조사 결과 사비시대에 조성된 인공수로, 목조저수조, 우물지와 도로유구, 수정 경작지, 토기 가마터, 굴립주건물지 등 다양한 유구가 확인되었고, 6~7세기와 3~4세기의 유물이 출토되었다. 목간은 주로 6세기 무렵 조성하여 사용된 인공수로와, 목조저수조 내부의 퇴적된 개흙층에서 출토되었는데, 행정 구역명, 인명, 지명 및 수전을 개간했던 사실이 적혀있다.

## 관련 기록 및 설화

### 관련 기록
- 궁남지에 대해서 《삼국사기》〈백제본기〉 무왕 35년(634년)에 '3월에 궁성(宮城) 남쪽에 연못을 파고 물을 20여리나 되는 긴 수로로 끌어들였으며, 물가 주변의 사방에는 버드나무를 심고, 연못 가운데에는 섬을 만들어 방장선산(方丈仙山)을 본떴다'고 되어 있다. 백제 웅진(熊津)시대의 왕궁이었던 공산성(公山城) 안에서는 당시의 것으로 판단되는 연못이 왕궁터로 추정되는 건물터와 함께 발굴된바 있다.
- 《삼국사기》무왕 37년조에는 "8월에 망해루(望海樓)에서 군신(群臣)들에게 잔치를 베풀었다"는 기록이 있다. 39년조(年條)에는 "3월에 왕이 왕궁(王宮)의 처첩(妻妾)과 함께 대지에서 배를 띄우고 놀았다"는 기록이 있다. 이로써 궁남지는 처음 만들어질 때 붙은 이름이 아니고 백제시대에는 단지 대지라고 불렸음을 알 수 있다. 또한 뱃놀이를 할 수 있을 만큼 규모가 컸을 것으로 보인다. 규모에 대한 정확한 기록은 없으며 현재는 1만평 정도만 남아 있다.
- 《삼국사기》 의자왕(義慈王) 15년조에 "2월에 태자궁(太子宮)을 지극히 화려하게 수리하고 왕궁 남쪽에 망해정(望海亭)을 세웠다"는 기록이 있다.
- 《일본서기》에는 궁남지의 조경(造景) 기술이 일본에 건너가 일본 조경의 시초가 되었다고 전하고 있다.

### 설화
궁남지는 백제 무왕(武王)의 출생 설화와 관련이 있다. 백제시대 법왕(法王)의 시녀였던 여인이 못가에서 홀로 살던 중 용신(龍神)과의 사이에서 아들을 낳았는데, 그 아이가 서동(薯童)으로 법왕의 뒤를 이은 무왕(武王)이다.

## 같이 보기
- 백제시대
- 안압지
- 부여 화지산 유적 - 대한민국 사적 제425호